# 沃特伯里 (佛羅里達州)
沃特伯里（英語：Waterbury）是位於美國佛羅里達州馬納提縣的一個非建制地區。該地的面積和人口皆未知。

## 地理
沃特伯里的座標為27°26′44″N 82°18′11″W / 27.44556°N 82.30306°W，而該地的平均海拔高度為24米（即79英尺）。